# Pavel Benc
Pavel Benc (Jablonec nad Nisou, 10 luglio 1963) è un ex fondista cecoslovacco, dal 1993 ceco.. Ha rappresentato per la nazionale di sci nordico cecoslovacca fino alla dissoluzione della Cecoslovacchia, in seguito ha gareggiato per quella ceca.

## Biografia
In Coppa del Mondo ottenne il primo risultato di rilievo il 16 febbraio 1985 a Vitoša (5°) e il miglior piazzamento il 1º marzo 1987 a Lahti (4°).
In carriera prese parte a quattro edizioni dei Giochi olimpici invernali, Sarajevo 1984 (46° nella 15 km, 34° nella 30 km), Calgary 1988 (41° nella 15 km, 27° nella 50 km, 3° nella staffetta), Albertville 1992 (41° nella 10 km, 8° nella 50 km, 33° nell'inseguimento, 7° nella staffetta) e Lillehammer 1994 (65° nella 10 km, 25° nella 30 km, 36° nell'inseguimento, 8° nella staffetta), e a quattro dei Campionati mondiali (5° nella 50 km a Val di Fiemme 1991 il miglior risultato).
È stato alfiere della Cecoslovacchia a Albertville 1992 e della Rep. Ceca a Lillehammer 1994.

## Palmarès

### Olimpiadi
- 1 medaglia:
  - 1 bronzo (staffetta[3] a Calgary 1988)

### Coppa del Mondo
- Miglior piazzamento in classifica generale: 25º nel 1989 e nel 1991